# بيل دونوفان (لاعب كرة قاعدة)
بيل دونوفان (بالإنجليزية: Bill Donovan)‏ هو لاعب كرة قاعدة أمريكي، ولد في 16 يوليو 1916 في مايوود في الولايات المتحدة، وتوفي بنفس المكان في 25 سبتمبر 1997.

## وصلات خارجية
- بيل دونوفان (لاعب كرة قاعدة) على موقع دوري كرة القاعدة الرئيسي (الإنجليزية)
- بيل دونوفان (لاعب كرة قاعدة) على موقعبيزبول رفرنس.كوم (الدوري الرئيسي) (الإنجليزية)
- بيل دونوفان (لاعب كرة قاعدة) على موقعبيزبول رفرنس.كوم (الدوري الثانوي) (الإنجليزية)